# Jules Massenet

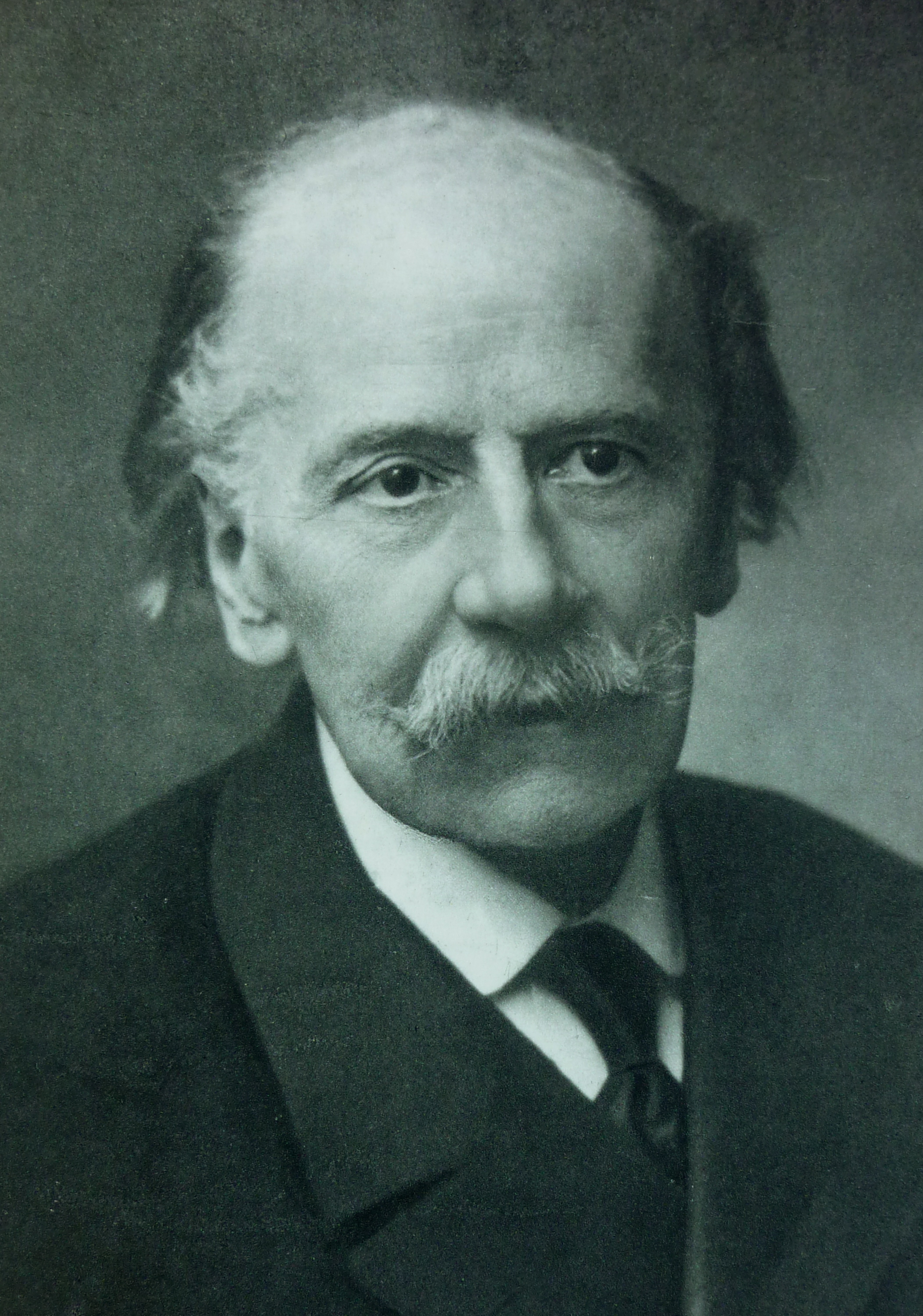
Jules Massenet

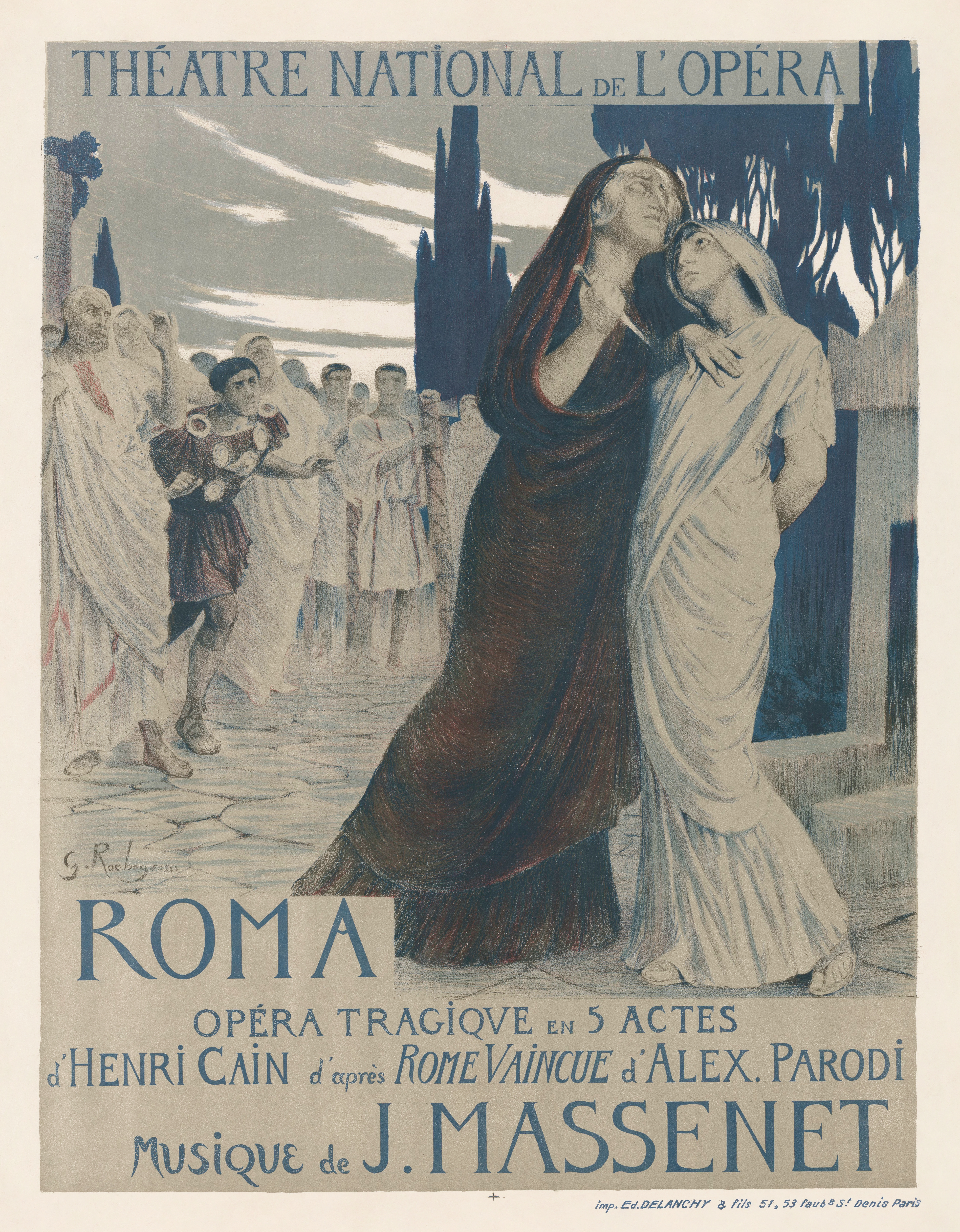
Plakat zu Roma von Georges-Antoine Rochegrosse

Jules Émile Frédéric Massenet (* 12. Mai 1842 in Montaud bei Saint-Étienne; † 13. August 1912 in Paris) war ein  französischer Opernkomponist des ausgehenden 19. Jahrhunderts.

## Leben
Jules Massenet war das vierte und jüngste Kind aus der zweiten Ehe seines Vaters Alexis Massenet (1788–1863), eines Ingenieurs, Offiziers und Industriellen, mit Adélaïde Royer de Marancour (1809–1875). Der Vater war in erster Ehe mit Sophie von Jaegerschmidt (1797–1829) verheiratet, mit der er acht Kinder hatte. Jules Massenet erhielt durch seine Mutter den ersten Klavierunterricht. Bereits als Elfjähriger (1853) erhielt er am Conservatoire de Paris die erste Ausbildung bei Ambroise Thomas und Charles Gounod. Er beendete dort 1863 sein Studium, als er den Prix de Rome gewann. In jener Zeit begegnete er auch Franz Liszt und seiner zukünftigen Frau Louise-Constance de Gressy (genannt Ninon), die Liszt ihm als Klavierschülerin vermittelt hatte.
Massenet hielt sich drei Jahre in der Villa Medici in Rom auf, danach kehrte er wieder in seine Heimat zurück. Er engagierte sich in der Pariser Opernszene und brachte seine erste Oper 1867 auf die Bühne. Sein Erfolg kam nur schrittweise; ein Jahrzehnt später gelang ihm sein erster richtiger Erfolg mit Le roi de Lahore. 1884 erlangte er durch seine Oper Manon internationalen Ruhm. Er gehörte bald zu den einflussreichsten Musikdramatikern Frankreichs. Seine Werke überzeugten besonders durch nuancenreiche Melodik und Harmonik.
Die strengen Regeln der Pariser Opéra Comique verlangten zwischen den Musiknummern gesprochene Dialoge. Massenet fand die Lösung, die Texte zur Orchesterbegleitung sprechen zu lassen. Dadurch blieb die musikalische Linie aufrechterhalten. Diese besondere Eingebundenheit der Handlung war bei der Oper Manon auffällig.
1871 war Massenet Mitbegründer der Société Nationale de Musique, und 1878 wurde er Mitglied der Académie des Beaux-Arts. Die Académie royale des Sciences, des Lettres et des Beaux-Arts de Belgique nahm ihn 1893 als assoziiertes Mitglied auf. Von 1878 bis 1893 war er Professor für Komposition am Conservatoire und unterrichtete unter anderem George Enescu und Gustave Charpentier.
Die Leitung des Conservatoires nach dem Tode von Ambroise Thomas schlug er aus. Er wollte sich ausschließlich mit der Komposition beschäftigen. Drei seiner Werke erfuhren erst nach seinem Tod im Jahr 1912 eine Uraufführung.
Besondere Bekanntheit erreichte Massenet durch das Violinsolo Meditation, das Teil der leicht orientalisch geprägten Oper Thaïs ist. Dieses Solo gilt als beliebte Zugabe in Konzerten und ist häufig Bestandteil von Klassik-Editionen zu bestimmten Themen. Thais, Manon und andere Titelrollen schrieb er für die Diva Sibyl Sanderson, mit der er zeitweise auch persönlich verbunden war und die er nach Paris geholt hatte.
Ende des 20. Jahrhunderts setzte eine dezente Renaissance der französischen Spätromantik ein, die bewirkte, dass Massenets Opern wieder regelmäßig auf den Spielplänen internationaler Häuser zu finden sind.

## Werke (Auswahl)

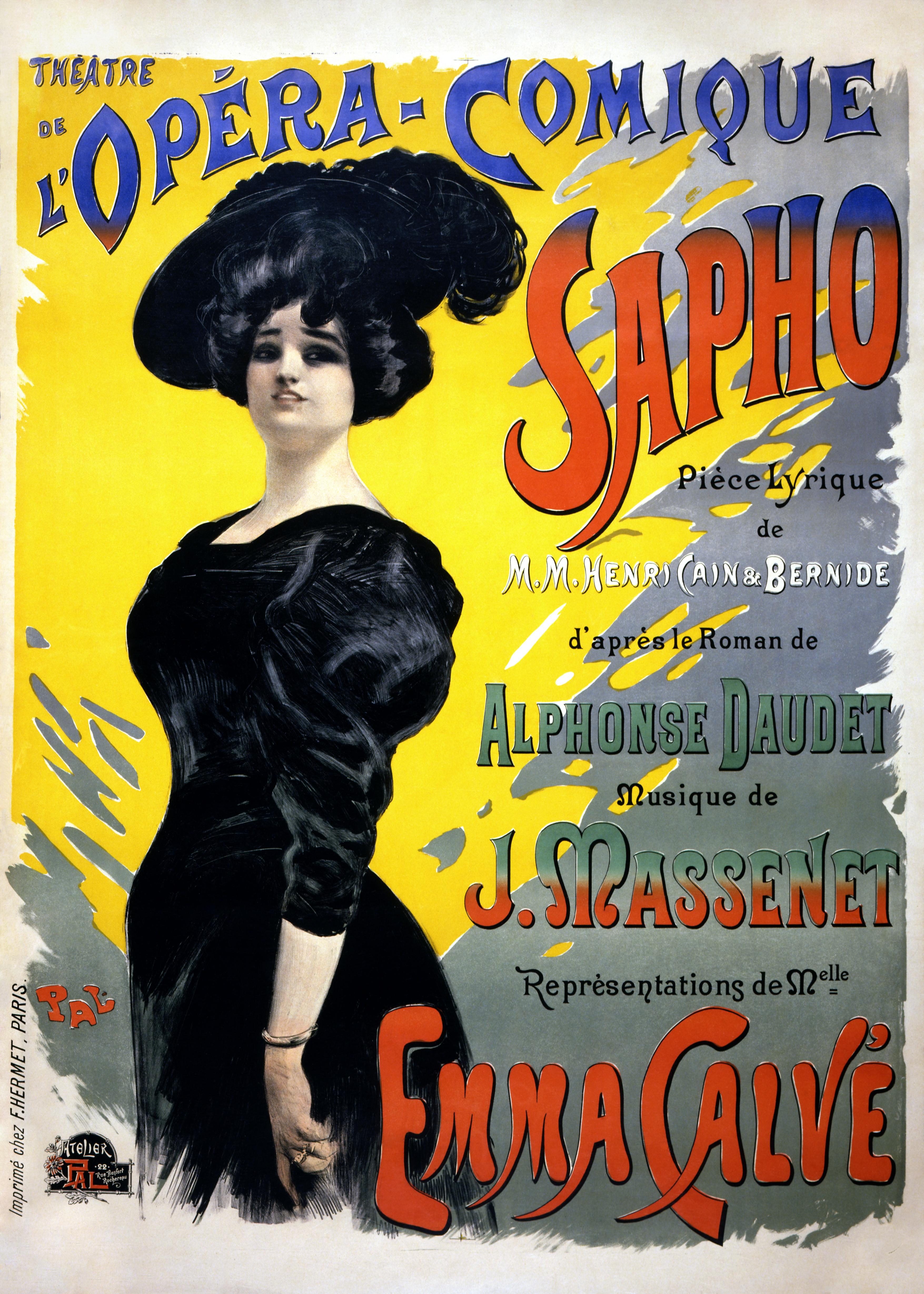
Plakat für Massenets Oper Sapho

- La grand’tante. Komische Oper in einem Akt, Paris 1867
- Don Cézar de Bazan. Komische Oper in vier Akten, Paris 1872
- Marie-Magdeleine. Heiliges Drama in drei Aufzügen und vier Teilen, Paris 1873, szenisch Nizza 1903
- Ève. Mysterium in drei Teilen, Paris 1875
- Le roi de Lahore. Oper in fünf Akten, Paris 1877
- Hérodiade. Oper in vier Akten, Brüssel 1881
- Manon. Oper in fünf Akten, Paris 1884
- Le Cid. Oper in vier Akten, Paris 1885
- Esclarmonde. Romantische Oper in vier Akten, Paris 1889
- Le mage. Oper in fünf Akten, Paris 1891
- Werther. Lyrisches Drama in vier Akten, Wien 1892
- Thaïs. Lyrische Komödie in drei Akten, Paris 1894 (darin auch das spätere Konzertstück Méditation)
- Le portrait de Manon. Oper in einem Akt, Paris 1894
- La Navarraise. Lyrische Episode in zwei Akten, London 1894
- Sapho. Pièce lyrique, Paris 1897
- Cendrillon. Märchenpoem in vier Akten, Paris 1899
- Grisélidis. Lyrisches Märchen in einem Prolog und drei Akten, Paris 1901
- Le jongleur de Notre-Dame. Oper in drei Akten, Monte Carlo 1902
- Chérubin. Lyrische Oper in drei Akten, Monte Carlo 1905
- Ariane. Oper in fünf Akten, Paris 1906
- Thérèse. Musikalisches Drama in zwei Akten, Monte Carlo 1907
- Bacchus. Oper in vier Akten, Paris 1909
- Don Quichotte. Heroische Komödie in fünf Akten, Monte Carlo 1910
- Roma. Tragische Oper in fünf Akten, Monte Carlo 1912
- Panurge. Musikalische Farce in drei Akten, Paris 1913
- Cléopâtre. Oper in vier Akten, Monte Carlo 1914
- Amadis. Oper in vier Akten, Monte Carlo 1922
- L’organiste, recueil de 20 pièces faciles pour harmonium. 1911